# Jona-Komplex
Der Jona-Komplex, auch Jonas-Komplex, ist die Angst vor dem Erfolg oder die Angst, der Beste zu sein. Diese Angst verhindert die Selbstverwirklichung, d. h. die Verwirklichung des eigenen Potenzials. Es ist die Angst vor der eigenen Größe, das Ausweichen vor dem eigenen Schicksal oder das Vermeiden der Ausübung der eigenen Talente. So wie die Angst, das Schlechteste zu erreichen, das persönliche Wachstum motivieren kann, so kann auch die Angst, das Beste zu erreichen, den Erfolg verhindern.

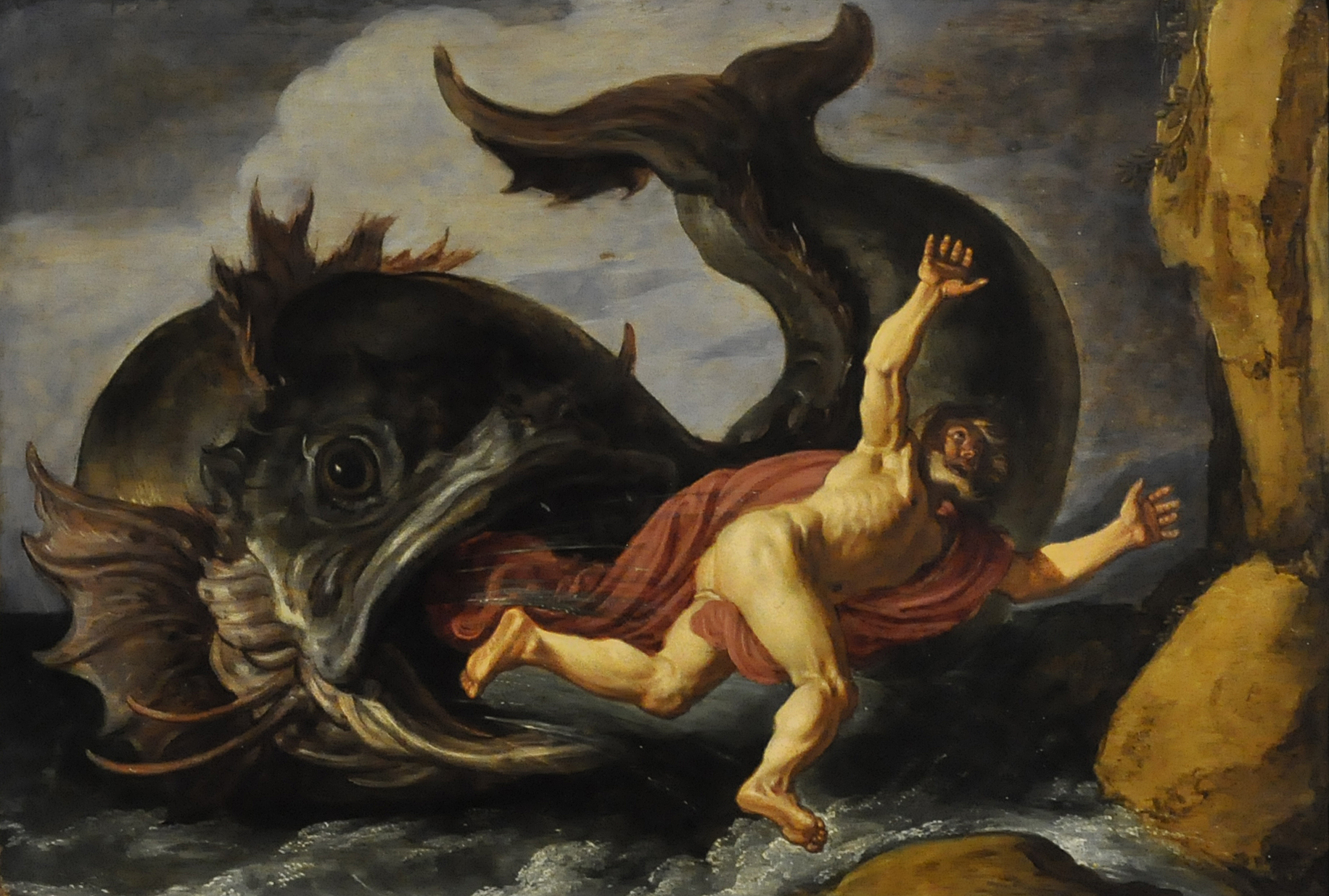
Jona entkommt aus dem Bauch des großen Fisches, der ihn gefangen gehalten hat.

Der Jonah-Komplex ist bei neurotischen Menschen offensichtlich.
Obwohl der Begriff Abraham Maslow zugeschrieben wird, wurde der Name „Jona-Komplex“ ursprünglich von Maslows Freund, Professor Frank E. Manuel, vorgeschlagen. Der Name leitet sich von der Geschichte des biblischen Propheten Jona ab, der sich seinem Schicksal entzog, die Zerstörung von Ninive zu prophezeien. Maslow erklärt: „So oft laufen wir vor der Verantwortung davon, die uns von der Natur diktiert (oder vielmehr suggeriert) wurde, vom Schicksal, manchmal sogar vom Zufall, so wie Jona —vergeblich— versuchte, vor seinem Schicksal davonzulaufen.“

## Gründe
Jedes Dilemma, jedes Paradoxon und jede Herausforderung, mit der eine Person konfrontiert ist, kann Reaktionen auslösen, die mit dem „Jona-Komplex“ zusammenhängen. Diese Herausforderungen können in Grad und Intensität variieren. Zu diesen Herausforderungen können berufliche Veränderungen, der Beginn neuer Lebensabschnitte, der Umzug an einen neuen Ort, Vorstellungsgespräche oder Vorsprechen und neue zwischenmenschliche Verpflichtungen wie die Heirat gehören. Der Kern des Jona-Komplexes besteht in der Unfähigkeit, zwischen Demut und Selbstlosigkeit zu unterscheiden. Andere Ursachen sind:
- Angst vor dem Gefühl der Verantwortung und der erforderlichen Arbeit, das oft mit der Anerkennung der eigenen Größe, der Talente und des Potenzials einhergeht
- Angst, dass ein außergewöhnliches Leben zu sehr aus dem Rahmen des Gewöhnlichen fällt und daher von anderen nicht akzeptiert wird, was zu einer fremdenfeindlichen Ablehnung führt
- Angst davor, dass die geschliffene Fähigkeit durch ein traumatisches, nicht mit ihr zusammenhängendes Ereignis, einen Komplex oder eine Erinnerung verstärkt und erhöht wird
- Angst davor, arrogant, egozentrisch usw. zu wirken.[4]
- Schwierigkeiten, sich selbst als prominente oder maßgebliche Figur vorzustellen[5]